# Meloe
Oleica (Meloe) – rodzaj chrząszcza z rodziny oleicowatych. Wszystkie gatunki posiadają bardzo skrócone pokrywy i odsłonięty odwłok. Występuje u nich dymorfizm płciowy (samce są mniejsze). Samice składają do 10000 jaj. Rozwój przebiega z nadprzeobrażeniem (hipermetamorfozą); w rozwoju występują dwa stadia larwalne, aktywne triungulinusy i żyjące w gniazdach błonkówek larwy drugiego stadium. Trzecie stadium to tzw. poczwarka rzekoma; w tej postaci oleice zimują. W Europie Środkowej występuje około 15 gatunków oleic.

## Systematyka
Należą tu podrodzaje Coelomeloe, Eurymeloe, Lampromeloe, Lasiomeloe, Listromeloe, Meloegonius, Mesomeloe, Micromeloe, Taphromeloe i Treiodous.
Gatunki:
- Meloe proscarabaeus (oleica krówka) Linnaeus, 1758
- M. brevicollis Panzer, 1793
- M. (Eurymeloe) aeneus Tauscher, 1812
- M. (Eurymeloe) affinis Lucas, 1849
- M. (Eurymeloe) apenninicus Bologna, 1988
- M. (Eurymeloe) austrinus Wollaston, 1854
- M. (Eurymeloe) baudii Leoni, 1907
- M. (Eurymeloe) ganglbaueri Apfelbeck, 1905
- M. (Eurymeloe) glazunovi Plignskij, 1910
- M. (Eurymeloe) luctuosus Brandt & Erichson, 1832
- M. (Eurymeloe) mediterraneus G. Müller, 1925
- M. (Eurymeloe) murinus Brandt & Erichson, 1832
- M. (Eurymeloe) nanus Lucas, 1849
- M. (Eurymeloe) rugosus Marsham, 1802
- M. (Eurymeloe) scabriusculus Brandt & Erichson, 1832
- M. (Eurymeloe) brevicollis Panzer, 1793
- M. (Eurymeloe) fernandezi Pardo Alcaide, 1951
- M. (Eurymeloe) flavicomus Wollaston, 1854
- M. (Treiodous) autumnalis Olivier, 1792
- M. americanus Leach, 1815
- M. barbarus LeConte, 1861
- M. (Lampromeloe) cavensis Petagna, 1819
- M. violaceus (oleica fioletowa) Marsham, 1802
- M. angusticollis Say, 1823
- M. (Lampromeloe) variegatus (oleica pstra) Donovan, 1793
- M. decorus Brandt & Erichson
- M. tadzhikistanicus Pripisnova, 1987
- M. bimaculatus Linnaeus, 1761
- M. moerens LeConte
- M. impressus Kirby
- M. monticola
- M. (Lasiomeloe) olivieri Chevrolat, 1833
- M. (Listromeloe) hungarus Schrank, 1776
- M. ocellata Pallas, 1773
- M. franciscanus Van Dyke
- M. californicus Van Dyke
- M. opacus LaConte
- M. quadricollis
- M. ajax Pinto
- M. (Micromeloe) uralensis Pallas, 1777
- M. (Coelomeloe) tuccius Rossi, 1792
- M. tropicus
- M. subcyaneus
- M. subcordicollis
- M. sericellus
- M. semicariosus
- M. (Meloegonius) cicatricosus Leach, 1815
- M. (Meloegonius) rufiventris Germar, 1817
- M. (Mesomeloe) coelatus Reiche, 1857
- M. (Micromeloe) decorus Brandt & Erichson, 1832
- M. (Micromeloe) reitteri Escherich, 1889
- M. (Taphromeloe) erythrocnemus Pallas, 1782
- M. (Taphromeloe) foveolatus Guérin de Méneville, 1842